# Мохаммад Аль-Баша
Мохаммад Аль-Баша (араб. محمد غسان الباشا, нар. 5 лютого 1988, Амман) — йорданський футболіст, захисник клубу «Аль-Вахдат».
Виступав, зокрема, за клуб «Аль-Джазіра» (Амман), а також національну збірну Йорданії.

## Клубна кар'єра
У дорослому футболі дебютував 2006 року виступами за команду «Аль-Джазіра» (Амман), у якій провів шість сезонів. 
Згодом з 2012 по 2017 рік грав у складі команд «Аль-Таавун», «Ар-Рамта», «Аль-Вахдат» та «Шабаб Аль-Ордон».
До складу клубу «Аль-Вахдат» приєднався 2017 року. Станом на 1 січня 2019 року відіграв за команду з Аммана 21 матч в національному чемпіонаті.

## Виступи за збірну
У 2010 році дебютував в офіційних матчах у складі національної збірної Йорданії.
У складі збірної був учасником кубка Азії з футболу 2019 року в ОАЕ.

## Досягнення
«Аль-Вахдат»
- Йорданська Про-Ліга
  -  Чемпіон (3): 2014/15, 2015/16, 2017/18

- Суперкубок Йорданії
  -  Володар (1): 2014